# 월드 팀 컵
월드 팀 컵(World Team Cup)은 프로 테니스 협회(ATP)의 국제 남자 팀 선수권 대회이다. 토너먼트의 첫 번째 판은 1975년 자메이카 킹스턴 (자메이카)에서 열렸으며 네이션스 컵(Nations Cup)이라고 불렸다. 1976년과 1977년에는 토너먼트가 열리지 않았다. 1978년부터 2012년까지 토너먼트는 독일 뒤셀도르프에서 매년 열렸다. 일반적으로 데이비스 컵 다음으로 테니스 부문에서 두 번째로 권위 있는 남성 단체 대회로 간주되었다.
매년, 전년도 말 남자 세계랭킹 합산 최고 순위를 달성한 상위 2명의 남자 선수가 속한 8개국이 초청되어 컵 대회에 출전하게 된다.
대회는 독일 뒤셀도르프의 클레이 코트에서 진행되었다. 이 행사는 일반적으로 뒤셀도르프 지역 사교계의 스포츠 하이라이트로 간주되었다. 매년 약 75,000명의 방문객이 방문했으며 160개국 이상에 방송되었다.
1978년부터 1981년까지 토너먼트는 "Ambre Solaire Nations Cup"이라는 이름으로 열렸으며, 1982년부터 1986년까지는 "Ambre Solaire World Team Cup", 1987년부터 1999년까지는 "Peugeot World Team Cup"으로, 2000년부터는 이벤트의 메인 스폰서로 개최되었다. 2010년까지는 ARAG 인슈런스 그룹이었으며 후원 명칭은 "ARAG World Team Cup"이었다.
ARAG가 이벤트 후원을 중단하고 주최측이 새로운 스폰서를 찾지 못한 후 2011년 토너먼트는 처음에 취소되었다. 그러나 2011년 1월에 새로운 후원사인 파워 호스(Power Horse)가 발견되었고 2011년 에디션은 "Power Horse World Team Cup"이라는 이름으로 5월 15일부터 21일까지 열렸다.
2012년 10월, 월드 팀 컵 이벤트가 중단되고 뒤셀도르프에서 열리는 ATP 250 토너먼트인 파워 호스 컵으로 대체될 것이라고 발표되었다.
2017년 9월에는 토너먼트를 부활시킬 계획이 있다고 발표되었다. ATP는 1월에 호주 전역에서 10일 동안 열릴 24개 팀 토너먼트를 제안했다. 이 토너먼트에서는 모든 경기에서 승리한 모든 플레이어에게 1000 랭킹 포인트를 제공하게 된다.
2018년 1월 테니스 오스트레일리아의 지원을 받아 2019년이나 2020년에 시작하기로 결정됐고, 결국 ATP는 2020년에 월드 팀 컵과 별도의 토너먼트인 ATP 컵으로 대회를 시작하기로 결정했다.
2022년 8월 7일, 테니스 오스트레일리아(Tennis Australia)는 ATP 컵이 종료되고 2023년부터 남녀 혼합 유나이티드 컵으로 대체될 것이라고 발표했다.

## 같이 보기
- 데이비스 컵
- ATP 컵
- 빌리 진 킹 컵
- 호프먼 컵